# Mellby Free
Mellby Free, född 13 april 2014 på Mellby Gård i Hässleholm i Skåne län, är en svensk varmblodig travhäst. Hon tränades och kördes av Björn Goop.
Mellby Free började tävla i september 2017 och inledde karriären med fem raka segrar. Hon var obesegrad under hela debutsäsongen. Hon gjorde karriärens sista start i november 2021, och sprang in över 10 miljoner kronor på 42 starter varav 20 segrar, 11 andraplatser och 5 tredjeplatser. Fram till och med karriärens 17:e start var hon aldrig sämre än trea i något lopp.
Hon tog karriärens största segrar i Stochampionatet (2018) och Breeders' Crown (2018). Hon segrade även i Lovely Godivas Lopp (2019), Lady Snärts Lopp (2019), samt kommit på andraplats i Grand Prix l'UET (2018) samt på tredjeplats i Derbystoet (2018).

## Utmärkelser
Mellby Free var en av fyra nominerade hästar (vid sidan om Readly Express, Propulsion och Ringostarr Treb) i kategorin Årets Häst på Hästgalan 2019 för sin framgångsrika säsong 2018. Hon var även en av fyra nominerade i kategorierna Årets Sto och Årets 4-åring.